# 1910 en hockey sur glace
Cette page présente les évènements de l'année 1910 au hockey sur glace.

## Amérique du Nord
- Premières ligues professionnelles en Amérique du Nord, avec l'apparition de l'Association nationale de hockey et de la Pacific Coast League.
- Vainqueurs de la coupe Stanley :
  - 5 et 7 janvier : les Senators d'Ottawa (CHA) battent Galt (OPHL),
  - 18 et 20 janvier : les Sénateurs d'Ottawa (NHA) battent le Edmonton Hockey Club (AAHA),
  - 9 mars : Les Montreal Wanderers (NHA) la gagnent en tant que champion de la NHA,
  - 12 mars : Les Montreal Wanderers (NHA) battent Berlin Dutchmen (OPHL)

## International
- Premier championnat organisé par la Ligue Internationale de hockey sur glace crée 2 ans plus tôt, le Championnat d'Europe 1910, organisé à Montreux en Suisse est remporté par la Grande-Bretagne.

## Autres évènements

### Fondation de club
- HC Chamonix (France)
- EC Kitzbühel (Autriche)
- HC Pribram (République tchèque)
- Malmö FF (Suède)
- Nürnberger HTC (Allemagne)
- SK LeRK Brno (République tchèque)
- ZJS Zbrojovka Spartak Brno (République tchèque)